# Begraafplaats van Annois
De Begraafplaats van Annois is een gemeentelijke begraafplaats in het Franse dorp Annois in het departement Aisne. De begraafplaats ligt aan de Rue de Flavy op 300 m ten zuidoosten van het dorpscentrum (gemeentehuis). Ze heeft een trapeziumvormig grondplan met een bakstenen muur aan de straatzijde en een haag als omheining aan de andere zijden. Een tweedelig traliehek met krulvormig smeedwerk sluit de begraafplaats af.

## Britse oorlogsgraven
Op de begraafplaats liggen 2 perken met in totaal 61 Britse gesneuvelden uit de Eerste Wereldoorlog. De perken hebben samen een oppervlakte van 253 m² en in het oostelijke perk staat het Cross of Sacrifice. De graven worden onderhouden door de Commonwealth War Graves Commission en staan er geregistreerd onder Annois Communal Cemetery.
In mei en juni van 1918 hadden de Duitse troepen in de buurgemeente Flavy-le-Martel een veldhospitaal ingericht waarin gewonde krijgsgevangenen werden verzorgd. Degene die overleden werden dan op de begraafplaats van Annois begraven.
- James Senior, schutter bij het King's Royal Rifle Corps werd onderscheiden met de Military Medal (MM).